# Chiesa di Sant'Antonio (Faenza)
La chiesa di Sant'Antonio si trova nella piazzetta San Giacomo della Penna a Faenza ed è un tipico esempio di chiesa faentina.

## Storia e descrizione
Fu ricostruita nel 1702 da Carlo Cesare Scaletta sulla base di un quattrocentesco edificio di culto, introducendo nella zona del presbiterio la cosiddetta colonna libera.
A fianco della chiesa si erge il campanile a cipolla, costruito nel 1728 su progetto dello stesso Scaletta.
L'interno è molto semplice sia per la decorazione, sia per l'utilizzo della colonna libera nel presbiterio. All'interno vi si trovano varie opere fra cui Il martirio di santa Caterina d'Alessandria, realizzato nel 1580 da Marco Marchetti, due tele di Francesco Bosi, una di Bertucci e, negli intercolumni delle fiancate, quattro tele raffiguranti le Storie di sant'Antonio di Pasquale Tomba, realizzate nella seconda metà del Settecento.